# Mare (musikalbum)
Mare är det norska black metal-bandet Kampfars femte studioalbum, utgivet 2011 av skivbolaget Napalm Records.

## Låtlista
1. "Mare" – 6:24
2. "Ildstemmer" – 5:05
3. "Huldreland" – 5:19
4. "Bergtatt" – 5:28
5. "Trolldomspakt" – 5:41
6. "Volvevers" – 3:28
7. "Blitzwitch" – 6:16
8. "Nattgang" – 5:11
9. "Altergang" – 2:28

- Text och musik: Kampfar

## Medverkande
Musiker (Kampfar-medlemmar)
- Dolk (Per-Joar Spydevold) – sång, gitarr, keyboard
- Jon Bakker – basgitarr, gitarr, keyboard
- Ask (Ask Ty Ulvhedin Bergli Arctander) – trummor, bakgrundssång, gitarr, keyboard

Produktion
- Peter Tägtgren – producent, ljudtekniker, ljudmix
- Jonas Kjellgren – mastering
- Robert Høyem – omslagsdesign, omslagskonst
- Anja Elmine Basma – foto